# Firelei Báez

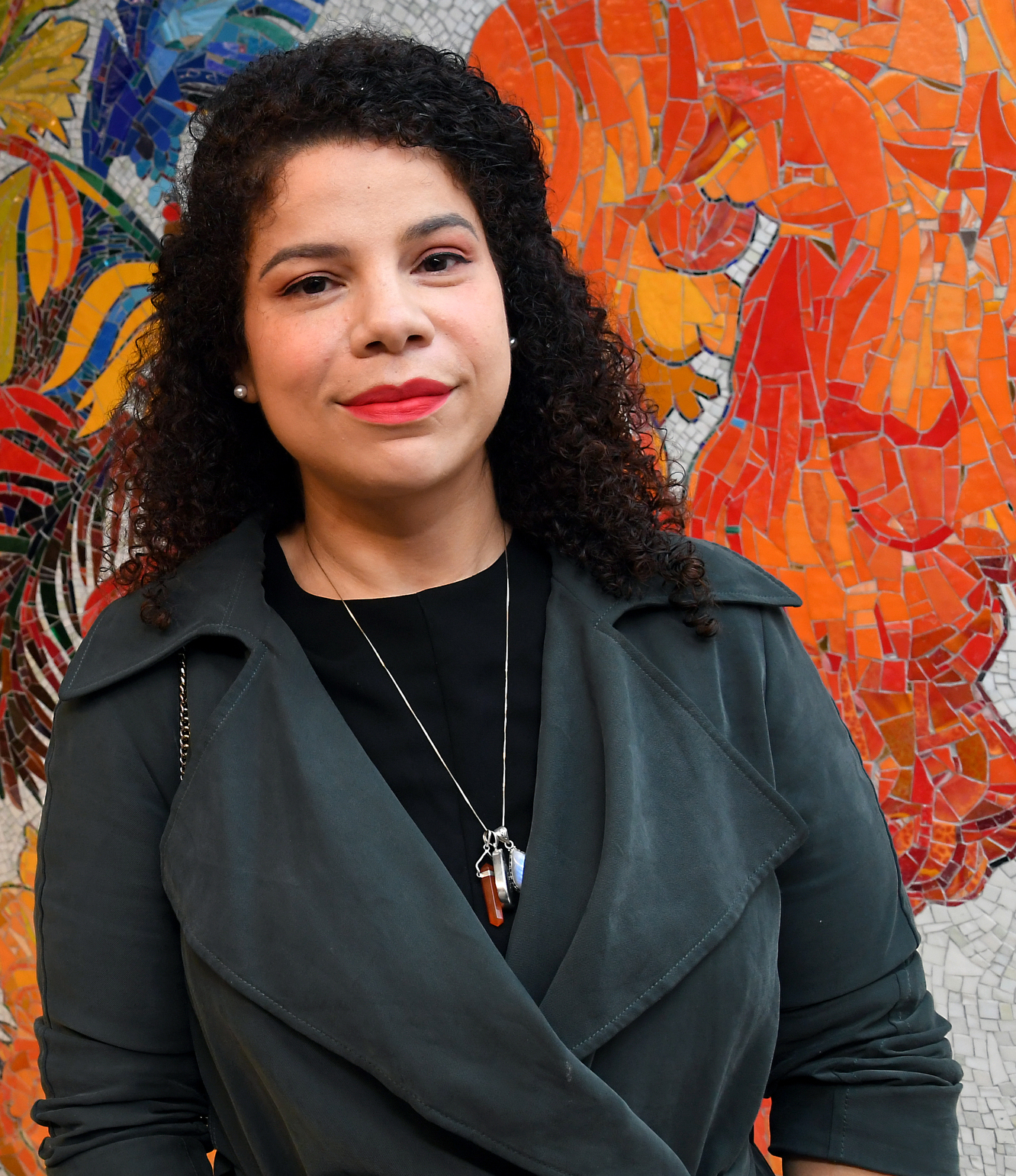
Firelei Báez

Firelei Báez est née à Santiago de los Caballeros en République dominicaine et vit et travaille à New York. Elle réalise des œuvres sur papier, sur toile, et des sculptures à grande échelle. À travers ses intérêts pour l'anthropologie, la science-fiction, la subjectivité féminine noire et le travail des femmes, son art explore l'humour et la création de l'identité au sein des sociétés diasporiques ainsi que leurs défenses face aux invasions et appropriations culturelles.
2016 et 2017 sont des années fructueuses pour Báez : elle a participe autant à des expositions de groupe que des expositions solo, notamment au Tarble Arts Center, à l'Eastern Illinois University, au Andy Warhol Museum, au Museum of Latin American Art, et au Spelman College Museum of Fine Art à Atlanta. Elle fait également partie de l'exposition Future Generation's Art Prize de la Pinchuk Art Foundation à la Biennale de Venise en 2017.
Báez a été artiste en résidence plusieurs fois, dont au Headlands Center for the Arts, ou au Joan Mitchell Center. Le New York Times, le Los Angeles Times, Art in America, New American Paintings, ou encore Studio Museum Magazine ont publié des articles à son égard. On retrouve également son œuvre dans l'anthologie de dessin contemporain Vitamin D2. Son travail a été exposé au New Museum, au Pérez Art Museum Miami et au Bronx Museum of the Arts de New York et au Studio Museum, entre autres. Son travail a été présenté dans le United States Biennial Prospect.3 à la Nouvelle-Orléans, Louisiane par Franklin Sirmans. 
Elle est récipiendaire de nombreux prix, soit le Joan Mitchell Painters and Sculptors Award, le prix Jacques et Natasha Gelman en peinture, ou encore le prix Catherine Doctorow décerné aux peintres contemporains. La publication Firelei Báez: Bloodlines, se rattachant à son exposition du même nom et publiée en 2015, inclut une introduction du directeur du musée, Franklin Sirmans,  ainsi qu'une entrevue avec Naima Keith et une contribution de l'écrivaine américaine Roxane Gay .

## Enfance et éducation
Ayant une mère dominicaine et un père d'origine haïtienne, elle se décrit comme un «hybride caribéen». Elle grandit à Dajabón, à la frontière de la République dominicaine et d'Haïti. Enfant, Báez se souvient avoir vu les paysages des deux pays, en particulier la déforestation d'Haïti contrastant avec les vallées et les montagnes verdoyantes de la République dominicaine.
Ce paysage, qui a longtemps été un symbole de l'histoire violente entre les deux pays - lieux d'une crise humanitaire à la suite des tentatives d'expulsion de milliers d'Haïtiens du territoire Dominicain - reste présent dans le travail de Báez.
La famille de Baez déménage aux États-Unis au début des années 90, alors qu'elle a 10 ans. Ce changement a eu un impact profond sur elle. Alors qu'en République dominicaine l'identité raciale ést complexe, selon Baez, aux États-Unis, toute nuance disparait, elle se voit alors considérée comme simplement "noire".
Les sujets de la race, de l'appartenance ethnique et identitaire n'en demeurent pas moins épineux. Pour Baez, il s'agit d'une autre couche d '«altérité» à la compréhension qu'elle se faisait d'elle-même. Ce sentiment alimente son oeuvre encore à ce jour, alors qu'elle tente d'articulier le familier avec le sentiment de détachement ou de lointain.
Báez reçoit son Baccalauréat en Art Plastques de l'ccole Cooper Union puis plus tard sa maîtrise du Hunter College avant d'étudier un an à la Skowhegan School of Painting and Sculpture. Elle commence alors à exposer seule au Utah Museum of Contemporary Art, au Pérez Art Museum Miami et au DePaul Art Museum.

## Carrière artistique
L'oeuvre de Báez met de l'avant les corps et visages féminins, incorporant des images associées à divers symboles culturels tels les feuilles de palmes, les plumes, ou des motifs textitles sophistiqués. L'artiste utilise surtout la gouache ou la peinture acrylique pour créer des réflexions autour des thèmes des liens ancestraux et de l'identité culturelle. 
Báez a attiré l'attention de la critique grâce à ses exposition solo “Patterns of Resistance” ainsi que “Bloodlines” au Musée d'Art Perez de Miami  Cette dernière exposition a d'ailleurs voyagé, incluant au Andy Warhol Museum.
A travers l'exposition, Báez explore l'idée d'auto-définition au delà des liens de sang ou de parenté chez ceux faisant partie de la diaspora africaine alors qu'ils/elles se voient souvent attribué une identité dévouée d'historique.
Báez explore aussi le médium de l'installation. Elle crée une série de d'installations participatinves au Metropolitan Museum of Art . En collaboration abev d'autres artistes, elle est inspirée par les visiteurs de la boutique cadeau du musée. Par la suite, l'installation est exposée jusqu'en mars 2016 dans le cadre de l'exposition «Le pouvoir des imprimés: l'héritage de William M. Ivins et A. Hyatt Mayor.
En 2018, Báez explore la céramique et créé une murale pour la station de métro 163 St-Amsterdam Av, elle a été commandée par le Metropolitan Transport Authority de New York.
Outre les expositions muséales, Báez a également organisé de nombreuses résidences d'artistes au travers des États-Unis. Ses propres résidences ont été effectuées au Lower Manhattan Cultural Council Workspace, au Lower East Side Print Shop et au Bronx Museum 's Artist in the Marketplace. 
Báez est actuellement représenté par la James Cohan Gallery et la Kavi Gupta Gallery.

## Bourses, prix et résidences
- 2021: Herb Alpert Award in the Arts, Santa Monica, California [11]
- 2020: Artes Mundi 9 (présélection), Cardiff, Pays de Galles
- 2020: Bourse de recherche Smithsonian Artist, Washington, DC
- 2020: Reconnaissance, Bilan de l'année 2019 du Public Art Network, Americans for the Arts, Washington, DC
- 2019: En Plein Air, Highline Art Commission, New York, NY highline.com
- 2019: Bourse Soros Arts, Open Society Foundations, New York, NY
- 2019: United States Artist 2019 Fellow for Visual Arts, Chicago, IL
- 2018: Résidence du PSE, Projet pour un espace vide, Newark, NJ
- 2018: Prix d'artiste de la College Art Association pour un travail distingué, Los Angeles, Californie
- 2018: Commission d'art public de l'Autorité des transports métropolitains de New York, station de métro 163rd Street, New York NY
- 2018: The Modern Window, The Modern Museum of Art, New York, 2018-19
- 2017: Commission d'art public de l'Autorité des transports métropolitains de New York, station de métro 163rd Street, New York, NY
- 2017: Future Generations Art Prize, Pinchuk Art Foundation, Kiev, Ukraine Rome Prize (shortlist), Rome, Italie [12]
- 2016: Prix Chiaro, Headlands Center for the Arts, Sausalito, Californie [13]
- 2014: Prix Catherine Doctorow de peinture contemporaine [14],[15]
- 2013: Fine Arts Work Center, artiste en résidence, Provincetown, MA
- 2013: Headlands Center for the Arts, artiste en résidence, Sausalito, Californie
- 2013: Donné Paper Mill, artiste de l'espace de travail en résidence, New York, NY
- 2013: Wave Hill, artiste de l'espace de travail en résidence, New York, NY
- 2012: AIM, artiste sur le marché, Bronx Museum, NY
- 2012: Résidence Keyholder, Lower East Side Print Shop, New York, NY
- 2011: Résidence de l'espace de travail, Lower Manhattan Cultural Council, New York, NY
- 2010: Bourse aux peintres et sculpteurs Joan Mitchell [16]
- 2008: École de peinture et de sculpture Skowhegan, bourse complète, Skowhegan, ME
- 2007: Bronx récompense son propre récipiendaire du prix BRIO, Bronx, NY
- 2007: Aljira Emerge, un programme de gestion de carrière et d'expositions pour les artistes émergents
- 2004: Prix Jaque et Natasha Gelman de peinture, New York, NY
- 2003: Prix de voyage O'Brien, Cooper Union, New York, NY
- 2002: Prix William Randolph Hearst, Cooper Union, New York, NY

## Présences dans des collections officielles
- Musée des Beaux-Arts de Montréal, Montréal, Québec[17]
- La collection Alfond d'art contemporain, Cornell Fine Art Museum, Rollins College, Orlando, FL
- Collection d'art BNY Mellon, Pittsburgh, Pennsylvanie [18]
- Collection de beaux-arts de la Cleveland Clinic, Cleveland, OH
- Collection Isabela et Agustín Coppel ,
- Musée d'art de Dallas, Dallas, Texas
- Collection de la Fondation Sindika Dokolo, Luanda, Angola [19]
- Kemper Art Museum, Université de Washington à Saint-Louis, MO
- Kunstmuseum Wolfsburg, Wolfsburg, Allemagne
- Nasher Museum of Art, Duke University, Durham, Caroline du Nord
- Musée d'art Nelson-Atkins, Kansas City, MO
- New Orleans Museum of Art, La Nouvelle-Orléans, LA
- Musée d'art d'Orlando, Orlando, Floride
- Musée d'art Pérez de Miami, Miami, FL
- Collection Pizzuti du Columbus Museum of Art, Columbus, OH
- Fondation Phillip et Tracey Riese, New York, NY
- La Fondation Jean-Marc Salomon pour l'art contemporain, Annecy, France
- Musée d'art de San Jose, San Jose, Californie
- Musée d'art de San Jose, San Jose, Californie
- Musée des beaux-arts du Spelman College, Atlanta, Géorgie
- Le Studio Museum de Harlem, New York, NY
- Tiroche DeLeon Collection, Jaffa, Israël
- Ruth et Elmer Wellin Museum of Art, Hamilton College, Clinton, New York, NY
- 21c Museum Hotel, Louisville, KY

## Expositions
- 2020:  Firelei Báez, ICA Watershed, East Boston, MA
- 2019: Immersion dans le temps composé et les peintures de Firelei Báez, Mennello Museum of American Art, Orlando, FL
- 2019: A Drexcyen Chronocommons (Pour gagner la guerre, vous l'avez combattue sur le côté), James Cohan, New York, NY[20]
- 2019: Firelei Báez, nouvelle œuvre, Witte de With Contemporary Art, Rotterdam, Pays-Bas [21]
- 2018: The Modern Window: For Améthyste and Athénaire (Exiled Muses Beyond Jean Luc Nancy's Canon), Anaconas, The Museum of Modern Art, New York, NY
- 2018: Firelei Báez: Joy Out of Fire, le Schomburg Center for Research in Black Culture et le Studio Museum à Harlem, NY[22]
- 2018: 10e Biennale d'art contemporain de Berlin, Berlin, Allemagne [23]
- 2018: Firelei Báez: voir au-delà, Centre d'art contemporain de Cincinnati, Cincinnati, OH [24]
- 2017: Firelei Báez: Pour voir au-delà de ses murs (et accéder aux endroits qui se trouvent au-delà), Kemper Museum of Contemporary Art, Kansas City, MO [25]
- 2017: Firelei Báez: Vaisseaux de généalogies, DePaul Art Museum, Chicago, IL [26]
- 2017: Firelei Báez: Bloodlines, Musée Andy Warhol, Pittsburgh, PA [27]
- 2016: Navires de généalogies, Tarble Arts Center, Eastern Illinois University, Charleston, IL [28]
- 2016: Déballage Hispañola, avec Scherezade Garcia, Taller Puertorriqueño, Philadelphie, PA [29]
- 2016: Trust Memory Over History, Galerie Wendi Norris, San Francisco, Californie [30]
- 2015: F irelei Báez: Bloodlines, Perez Art Museum of Miami, commissaire d'exposition María Elena Ortiz, Miami, FL [31]
- 2015: Firelei Báez: Patterns of Resistance, Utah Museum of Contemporary Art, Salt Lake City, UT [32]
- 2013: Annexe à une table de mémoire, Richard Heller Gallery, Santa Monica, Californie 2012[33]
- 2013: Des limitations même pas inaltérables, Richard Heller Gallery, Santa Monica, Californie [34]
- 2013: Psycho * Pomp, Sheppard Fine Arts Gallery de l' Université du Nevada, Reno, NV

## Publications
Firelei Báez: Bloodlines | Éditeur: Perez Art Museum; Première édition. édition (1er janvier 2015) | (ISBN 0989854671)